# Chalcophora oligocenica
Chalcophora oligocenica es una especie extinta de escarabajo del género Chalcophora, familia Buprestidae. Fue descrita científicamente por Théobald en 1937.

## Distribución geográfica
Se sabe que habitaba en Aix-en-Provence, Francia.